# Гематологія
Гематологія — наука, яка вивчає захворювання крові людського організму, її функції, будову та фізіологію.
Гематологія — розділ медицини, який вивчає будову і функції системи крові (самої крові, органів кровотворення і кроворуйнування), причини і механізми розвитку хвороб крові, а також розробляє методи їх розпізнавання, лікування і профілактики.

## Функціональна анатомія і фізіологія системи крові
Кров тече по всьому тілу в судинній системі.

### Будова
Складається з плазми і трьох клітинних компонентів:
- червоні клітини, які переносять кисень від легенів до тканин;
- білі клітини, які захищають від інфекції;
- тромбоцити, які взаємодіють з кровоносними судинами і факторами згортання крові, щоб підтримувати цілісність судин і запобігати кровотечі.

### Кровотворення
Кровотворення — це процес, у якому зі стовбурових клітин кісткового мозку формуються всі типи клітин, які присутні в крові.